# Çiftlik, Sungurlu
Çiftlikköy là một xã thuộc huyện Sungurlu, tỉnh Çorum, Thổ Nhĩ Kỳ. Dân số thời điểm năm 2010 là 65 người.